# 热河兽属
热河兽属（学名：Jeholodens）是一种已灭绝的真三尖齿兽类哺乳动物，生活于白垩纪早期。其化石在中国辽宁北票市的义县组地层中被发现。
古生物学家季强等于1999年建立热河兽属，属名源于热河生物群。其模式种为金氏热河兽（Jeholodens jenkinsi），种名则源于美国哈佛大学古生物学家法里什·詹金斯。